# Ultra Vivid Scene (album)

Ultra Vivid Scene est le premier album du groupe Ultra Vivid Scene. L'album a été publié en 1988 par 4AD. Richard Melville Hall alias Moby a participé à cet album en tant que guitariste.

## Liste des titres
1. she screamed
2. crash
3. you didn't say please
4. lynn-marie # 2
5. nausea
6. mercy seat
7. a dream of love
8. extra cd track
9. lynn-marie # 1
10. this isn't real
11. the whore of god
12. bloodline
13. a kiss and a slap
14. how did it feel
15. hail mary

Le titre 8 ne figure que sur l'édition CD.